# Calocolobopterus egregius
Calocolobopterus egregius är en skalbaggsart som beskrevs av Rudolph Petrovitz 1958. Calocolobopterus egregius ingår i släktet Calocolobopterus och familjen Aphodiidae. Inga underarter finns listade.